# 阿波野青畝
阿波野 青畝（あわの せいほ、1899年（明治32年）2月10日 - 1992年（平成4年）12月22日）は、奈良県出身の日本の俳人。本名は敏雄。旧姓・橋本。原田浜人、高浜虚子に師事。昭和初期に山口誓子、高野素十、水原秋桜子ととも「ホトトギスの四S」と称された。「かつらぎ」主宰。
市井の生活を材に、鷹揚な表現で自在な句境を構築した。古典を素地にした叙情性も特徴。句集に『万両』(1931年)、『除夜』(1986年)など。

## 生涯
奈良県高市郡高取町に橋本長治・かね夫妻の4男として生まれる。父は八木銀行高取支店長で士族の家系。幼少の時に耳を患い難聴となる。1913年、奈良県立畝傍中学校（現・奈良県立畝傍高等学校）に入学。1915年、「ホトトギス」を知り、県立郡山中学校で教師をしていた「ホトトギス」同人の原田浜人のもとで俳句を学ぶようになる。1917年、原田浜人宅で催された句会で郡山に来遊中の高浜虚子と出会い、師事する。虚子は難聴であっても大成している俳人・村上鬼城を紹介し青畝を激励した。
1918年、畝傍中を卒業。難聴のため進学を諦め八木銀行（現・南都銀行）に入行。1919年、叙情句を志していたことから、この頃に虚子が唱導しはじめた「客観写生」の説に対し虚子に抗議の手紙を送る。これに対し「あなたの芸術を大成するために大事なこと」「他日成程と合点の行くときが来る」と返書で諭され、自らの方向を定める。1922年、野村泊月の「山茶花」の創刊に参加。1923年、大阪市西区京町堀の商家の娘・阿波野貞の婿養子となり阿波野姓となる。1924年、25歳にして「ホトトギス」課題選者に就任。1929年、郷里奈良県八木町（現・橿原市）の俳人・多田桜朶らが中心となり俳誌「かつらぎ」を創刊、請われて主宰となる。同年「ホトトギス」同人。
1933年、妻・貞が病没し、阿波野秀と再婚。1942年、戦時下の統制令で「かつらぎ」が他誌と合併し「飛鳥」となる。1945年、妻・秀が死去。1946年、「かつらぎ」を復刊、発行人となる。この年、田代といと再婚。1947年カトリック教会に入信。洗礼名はアシジの聖フランシスコ阿波野敏雄。1951年、虚子が「ホトトギス」の選者を辞め長男年尾に譲り、これを機に「ホトトギス」への出句を止める。1948年、株式会社かつらぎ社を創立。
1969年、よみうり俳壇大阪本社選者。1973年、 『甲子園』他で第7回蛇笏賞、西宮市民文化賞を受賞。1974年、大阪府芸術賞を受賞。俳人協会顧問。1975年、勲四等瑞宝章を受章。俳人協会関西支部長。1990年、「かつらぎ」主宰を森田峠に譲り、名誉主宰に就任。1992年、『西湖』により第7回詩歌文学館賞を受賞。同年12月22日、兵庫県尼崎市の病院で心不全により93歳で永眠。

## 作品
- さみだれのあまだればかり浮御堂（『萬両』）
- 葛城の山懐に寝釈迦かな
- なつかしの濁世の雨や涅槃像
- 露の虫大いなるものをまりにけり
- 狐火やまこと顔にも一くさり
- 水ゆれて鳳凰堂へ蛇の首（『春の鳶』）
- 牡丹百二百三百門一つ（『紅葉の賀』）
- 山又山山桜又山桜（『甲子園』）

などが代表句として知られている。関西語特有の滑らかな調子、万葉の古語や雅語を生かした独特の美と飄逸味のある句を作った。眼前のものをそのまま書き写すのではなく、相応しい言葉を取り出して写実風景を一句の上に構成するという手法をとっており、「客観写生」に濃やかな主観を調和させたおおらかな句風である。四Sの他の3人のように革新的でなく、仏教を好んで題材に取るなど（特に涅槃会の題材を得意とした）、四人のなかでも特異な立ち位置にあった。素十と対照的に主観語の使用も多く、山本健吉は「四Sの中で句風はいちばん軽く、物足りなさを感ずる場合も多いが、自由さと、愛情と、ユーモアを湛えた生活感情の陰影深さにおいては、第一等であると思う」と評している。

## 著書

### 句集
序数句集
- 萬両（1931年）
- 国原（1942年）
- 春の鳶（1952年）
- 紅葉の賀（1962年）
- 甲子園（1972年）
- 旅塵を払ふ（1977年）
- 不勝簪（1980年）
- あなたこなた（1983年）
- 除夜（1986年）
- 西湖（1991年）

番外句集
- 花下微笑（1940年）
- 定本青畝句集（1947年）
- こぞことし（1977年）
- 青畝風土記（1982年）
- 正編青畝風土記（1987年）
- 遍照（1990年）
- 宇宙（1993年）

### 書画集
- 阿波野青畝自選五十句集（1974年）
- 春の月（1978年）
- 大初日（1988年）
- わたしの俳画集（1992年）

### 俳論
- 俳句のこころ（1975年）
- 自然譜（1984年）
- 俳句のよろこび（1991年）